# Bosányneprőd
Bosányneprőd (szlovákul Bošianska Neporadza) Neporác településrésze, korábban önálló falu Szlovákiában, a Trencséni kerületben, a Trencséni járásban. Kisneporác tartozott hozzá.

## Fekvése
Trencséntől 21 km-re délkeletre található. Ma Neporác északi részét képezi.

## Története

### Kisneporác
A 18. század végén Vályi András így ír róla: „Borsan Neporácz. Kis Neporácz. Rósa Neporácz. Három faluk Trentsén Várm. Borsán Neporácznak földes Ura Motesiczky Uraság, fekszik Alsó Moresiczhez nem meszsze, és annak filiája. Kis Neporácznak földes Ura G. Illésházi Uraság, fekszik Kis Hradnához közel, és annak filiája, Rósa Neporácznak pedig földes Ura Madocsányi uraság, fekszik amazokhoz nem meszsze, lakosaik katolikusok, és másfélék is, földgyeik közép termékenységűek, réttyeik, legelőjök meg lehetősek, vagyonnyaik is középszerűek.”
Fényes Elek 1851-ben kiadott geográfiai szótárában így ír a faluról: „Neporacz (Kis v. Neporaczka), tót falu, Trencsén, most A. Nyitra vgyében, Gradna fiókja: 97 kath. lak. A báni urad. tartozik.”
A 19. század közepe táján csatolták Bosányneprődhöz.

### Bosányneprőd
A 18. század végén Vályi András így ír róla: „BOSSÁN NEPORATZ. Prents. Tót falu Trencsén Vármegyében, birtokosai Motesitzky, és más Urak, fekszik Moresitzhez nem meszsze, mellynek filiája, határbéli földgyeik jók, de mivel fája nints, második Osztálybéli.”
Fényes Elek 1851-ben kiadott geográfiai szótárában így ír a faluról: „Neporacz (Bossán), tót falu, Trencsén, most A. Nyitra vmegyében, Gradna fiókja: 309 kath., 6 zsidó lak. F. u. többen.”
A 19. század közepe táján csatolták hozzá Kisneporácot. 1910-ben 396, túlnyomórészt szlovák lakosa volt. A trianoni békéig Trencsén vármegye Báni járásához tartozott.
1960-ban egyesült Rozsonyneprőddel.

## Lásd még
- Neporác
- Rozsonyneprőd